# Charles Marshall (Radsportler)
Charles Marshall (* 18. Januar 1901 in Gainsborough; † 25. Januar 1973 in Nottingham) war ein britischer Radrennfahrer.

## Sportliche Laufbahn
Marshall war Teilnehmer der Olympischen Sommerspiele 1928 in Amsterdam. Im olympischen Einzelzeitfahren belegte er beim Sieg von Henry Hansen den 38. Rang. Die britische Mannschaft mit John Middleton, Frank Southall, Jack Lauterwasser und Marshall gewann in der Mannschaftswertung die Silbermedaille.
Marshall war Spezialist im Einzelzeitfahren, hielt zu seiner aktiven Zeit viele Rekorde in traditionsreichen Zeitfahrwettbewerben. Er gewann 1927 das 12-Stunden-Rennen von Anerley.